# TVZ Wikings
TVZ Wikings er en østrigsk floorballklub fra Zell am See i Salzburg stiftet i 1998. Klubbens førstehold på herresiden vandt i sæsonen 07/08 mesterskabet og kvalificerede sig derved til EuroFloorball Cup-kvalifikation 2008 for herrer.